# Peersia
Peersia (лат.) — род суккулентных растений семейства Аизовые (Aizoaceae), подсемейства Ruschioideae, произрастающий на территории Капской провинции Южно-Африканской Республики.

## Название
Родовое латинское (научное) название Peersia дано в честь Виктора Стэнли Пирса (Victor Stanley Peers, 1874-1940), австралийского государственного служащего, археолога-любителя и коллекционера растений, проживавшего в ЮАР с 1899 года.

## Таксономия
Peersia L.Bolus, первое упоминание в Fl. Pl. South Africa 7: t. 264. (1927).

### Виды
Согласно данным сайта WFO Plantlist на июнь 2023 года, род состоит из 3 видов:
- Peersia frithii (L.Bolus) L.Bolus
- Peersia macradenia (L.Bolus) L.Bolus typus, ранее известный как Rhinephyllum macradenium, представляет собой небольшой суккулент до 25 см в высоту. Его характеризуют тонкие пальцеобразные листья и небольшие желтые цветки. Стебель короткий, деревянистый, ветвистый, с остатками старых сухих листьев. Листья мясистые, по 2-3 (и более) перекрещивающиеся пары в годичных приростах, с треугольной формой у основания и заостренной верхушкой, около 25-60 мм в длину и 6-8 мм в ширину. Они гладкие, меняют цвет от зеленого до серебристо-зеленого оттенка. Цветки раскрываются вечером, они одиночные и похожи на ромашки, превышают 2 см в диаметре. Две внешние доли чашечки значительно крупнее, чем три другие, и лепестки у них окрашены в желтый цвет. Плоды представляют собой 5-гнездную коробочку с широкими створчатыми крыльями, которые почти параллельны бокам створок. Крылья суживаются к основанию, а перегородки либо отсутствуют, либо имеют узкие выступы. Семена окрашены в светло-коричневый цвет и имеют гладкую поверхность[4].
- Peersia vanheerdei (L.Bolus) H.E.K.Hartmann